# André Veinstein
 (décembre 2012).
Pour les articles homonymes, voir Veinstein.
André Veinstein (1916-2001) est un homme de théâtre. Il a commencé à monter sur les planches à partir de 1923, poursuivant une carrière active jusqu'à la fin des années 1950, avec quelques apparitions au cinéma (notamment dans Les enfants du paradis selon ses dires). D'abord avocat  il s'est ensuite consacré à l'étude du théâtre. Sa thèse de doctorat en 1953, La Mise en scène théâtrale et sa condition esthétique, a été précédée d'une thèse complémentaire, Du Théâtre libre au Théâtre Louis Jouvet, les théâtres d'art à travers leurs périodiques. André Veinstein a été attaché au Centre national de la Recherche scientifique, producteur à la Radio et à la Télévision françaises et rédacteur en chef des Cahiers d'Études de Radio-Télévision, chargé de cours et de conférences à la Sorbonne, au Centre d'Étude de la Radiodiffusion-Télévision française et à la Faculté des Lettres et des Sciences humaines de Nanterre, organisateur d'expositions sur le théâtre, (Exposition internationale de Bruxelles en 1957) et réalisateur de films sur le théâtre et l'art du mime pour l'UNESCO. Responsable des collections théâtrales de la Bibliothèque Nationale (Bibliothèque de l'Arsenal, 1953-1971), Secrétaire général de la Société française d'esthétique, président-fondateur de la Société internationale des Bibliothèques et des Musées des arts du spectacle , directeur de collections consacrées au théâtre aux Editions Flammarion, Gallimard et à la Renaissance du Livre, Veinstein a également été chargé de cours à l'Université de Louvain et directeur du Département Théâtre de l'Université de Paris-VIII Vincennes. Il prend sa retraite en 1985.

## Publications
- André Veinstein, La mise en scène théâtrale et sa condition esthétique, Librairie théâtrale, 1992 (ISBN 978-2-7349-0095-5)
- André Veinstein et Jean Duvignaud, Le Théâtre, vol. Encyclopoche Larousse (4), Larousse, 1976, 127 p. (ISBN 978-2-03-001004-4)
- André Veinstein, Théâtre : étude, enseignement : éléments de méthodologie, Louvain-la-Neuve : Cahiers théâtre Louvain, 1983, 174 p.
- André Veinstein, Du théâtre libre au théâtre Louis Jouvet, Paris : Éditions Billaudot, 1955[5].

### Éditions spécifiques
- André Veinstein et Alfred Siemon Golding, Bibliothèques et musées des arts du spectacle dans le monde, Éditions du Centre national de la recherche scientifique), 1984 (ISBN 978-2-222-03265-6)